# Damon Santostefano
Damon Santostefano est un scénariste et réalisateur américain. Il est surtout connu pour avoir réalisé le film Un de trop (1999), mettant en vedette Matthew Perry, Neve Campbell et Dylan McDermott, ainsi que pour la série télévisée Clueless.

## Biographie
À l'adolescence, Santostefano pratique l'humour stand-up à Boston. Alors qu'il fréquente la New York University Film School, il commence sa carrière de réalisateur et crée des courts métrages et documentaires primés.
Après ses études, Santostefano fonde une compagnie de production et travaille sur des projets de Home Box Office, Showtime, Public Broadcasting Service et Paramount Television. Il réalise également plusieurs pièces Off-Broadway, notamment au American Place Theatre (en). Il réalise aussi l'opéra Leben pour le festival BAM (Brooklyn Academy of Music).
Santostefano a vendu son premier scénario à Columbia Pictures et continue de scénariser ou co-scénariser des œuvres pour plusieurs studios.

## Filmographie

### Réalisateur
- Comme Cendrillon : Il était une chanson (2011)
- Best Player, que le meilleur gagne (2011)
- Comme Cendrillon 2 (2008)
- American Girls 2 (2004)
- Last Man Running (en) (2003)
- Washington Police
- Rage Against the Machine'' (2001) (épisode)
- The War Next Door (2000) (série télévisée)
- Un de trop (1999)
- Chérie, j'ai rétréci les gosses (1997) (série télévisée)
- The High Life (1996) (série télévisée)
- Clueless (1996) (série télévisée)
- Skwids (1996) (série télévisée)
- Bob and Sully (1995) (série télévisée)
- The Adventures of Pete & Pete (en) (1993–1996) (série télévisée)
- Yellow Fever'' (1994) épisode
- Severed Ties (1992)
- Scream Greats, Vol. 2 Satanism and Witchcraft (1986)
- Scream Greats, Vol. 1 Tom Savini, Master of Horror Effects (1986)
- Fright Show (cy) (1985)

### Scénariste
- Last Man Running (2003)

## Prix et distinctions
- CableACE Awards - meilleure série pour The Adventures of Pete and Pete.